# Loxaspis
Loxaspis is een geslacht van wantsen uit de familie van de Cimicidae (Bedwantsen). Het geslacht werd voor het eerst wetenschappelijk beschreven door Rothschild in 1912.

## Soorten
Het genus bevat de volgende soorten:

- Loxaspis barbara (Roubaud, 1913)
- Loxaspis malayensis Usinger, 1966
- Loxaspis miranda Rothschild, 1912
- Loxaspis seminitens Horváth, 1912
- Loxaspis setipes Ferris & Usinger, 1957
- Loxaspis spinosa Usinger, 1959